# Alida Stolk
Alida Stolk, née le 12 juillet 1830 à La Haye et morte le 1er décembre 1896 à Paris, est une peintre néerlandaise.

## Biographie
Alida Elizabeth van Stolk est la fille d'Alexander Stolk et de Marie Wilhelmine Wymen.
Élève d'Everhardus Koster, elle expose au Salon de 1865 à 1885.
Directrice de l'école particulière, elle obtient une médaille de bronze en 1889.
Elle meurt à son domicile du 17e arrondissement de Paris, à l'âge de 66 ans.

## Œuvres exposées aux Salons parisiens
(sauf mention)
- Une pensée près de la tombe d’un enfant, au Salon de 1865
- Fleurs et oiseaux, au Salon de 1868
- Pensées, au Salon de 1868, éventail, aquarelle
- Vase de fleurs, au Salon de 1869
- Gibier, au Salon de 1876
- Fleurs et fruits, au Salon de 1876 (Carcassonne)
- Fuchsias, au Salon de 1877, éventail, aquarelle
- Primevères, au Salon de 1877, éventail, aquarelle
- Une vieille fenêtre, au printemps, au Salon de 1877
- Goûter, au Salon de 1878
- Branche de marronnier, au Salon de 1879
- Primavera, au Salon de 1880
- Tentation, au Salon de 1880
- Roses trémières, au Salon de 1881
- Coquelicots, au Salon de 1883, aquarelle
- Pivoines, au Salon de 1885, aquarelle